# Савченко Катерина Миколаївна
Савченко Катерина Миколаївна (нар. 16 березня 1942, смт Велика Олександрівка, Україна) — поетеса, журналіст, старший учитель, спеціаліст вищої категорії, «Відмінник освіти України». Кавалер ордена " Іристон" Осетино - Аланської діаспори в Україні. Член Національної спілки журналістів України, член Всеукраїнської творчої спілки " Конгрес літераторів України", лауреат літературної премії ім. Б. Лавреньова. Почесний ветеран України. Номінована на звання "Жінка року - 2020"

## Біографія
Народилася 16 березня в смт Велика Олександрівка Херсонської області в сім'ї робітників. Закінчила Великоолександрівську середню школу N 2. Після закінчення Бериславського педучилища у 1963 році вступила до Херсонського педагогічного інституту на філологічний факультет, який закінчила у 1968 році. Із 1967 по 2015 рік працювала в загальноосвітній школі I - III ступенів № 4 м. Херсона вчителем української мови та літератури. Старший учитель вищої категорії, «Відмінник освіти України». Організовувала у своїй школі літературний гурток «Струмок», гаслом якого стали слова: «Поети Херсонщини славлять свій рідний край». Оформила альбом- «Пісенний вінок Кобзарю». Друкувалась у журналі «Дивослово», в альманасі «Степ», в газеті «Джерела» та в іншій місцевій пресі.

## Твори
- Пісня про матір. — Херсон: Айлант, 2002. — 27 с.
- Пучка сміху: веселі діалоги. — Херсон: Персей, 2000. — 23 c.
- Камертон душі моєї: вірші. — Херсон: Айлант, 1999. — 26 с.
- Осінні мелодії: пейзажна лірика: вибране. — Херсон: Айлант, 2004. — 19 с.
- На моїм порозі осінь… : пейзажна лірика. — Херсон: Просвіта, 2001. — 30 с.
- Незнищенне коріння правди: нариси. Херсон: Айлант,2008. — 126 с.: ілюстр.
- Які навкруг дива!: вірші: для мол.шк.віку. — Херсон: Айлант,2001. — 14 с.
- «Я-точка Вічності і Часу…»: літ.худож.нарис. — Херсон: Айлант, 2000. — 27 с.
- Таврійські небосхили: вірші.- Херсон: Айлант, 2006. — 35 с.
- Мова: [вірш]// Степ: літ. худож. альм. No 11. — Херсон,2002. — С. 128.
- Весняні поезії: [зб.віршів]/ В.Лунєгов [та ін.] ?ред.упоряд. О.Пасічник. — Херсон: Айлант, 2007. — 67 с. Про неї
- Марченко Л. Пісня про матір / Л.Марченко // Джерела. 2002. — No 10. — С. 17.
- Михайленко В. Пісня про матір: (книги наших земляків)/ Валерій Михайленко // Новий день. — 2003. — 4 верес. — С. 19.
- Нечипуренко О. Люблю як в юності / Олена Нечипуренко // Новий день. — 2008. — 5 черв. С. 18.
- Байда С., Останнього уроку не буває / Сергій Байда // Джерела. — 2008. No 1112. — С. 7.
- Березовський Б. «Пучка сміху» всім на радість / Богдан Березовський // Наш час. 2000. 31 серп. — С. 18.
- «Якщо сонети пишуть вчительки…»// Кафедра. — 2006. No 4. С. 4.
- "А де ж батько, синку" (повість) - Херсон, 2009.
- "Золото нетлінної душі" - Херсон, 2010.
- "Музика дощу" - Херсон 2014
- " Нам бомби свої колискові співали (нариси) - Херсон, 2016.
- " Нескорений" (повість) - Херсон, 2017.
- "Ich mochte zu Mutter" (повість),- Херсон 2018.
- " Серпень двері відчинив",-  Херсон, 2020.
- "Коли пам'ять говорить" ( автобіографічна повість) - Херсон: Айлант, 2021 - 68 ст.

## Джерело
- Поетеса, журналіст